# Martin Fiedler
Martin Fiedler (* 1978) ist ein deutscher Amateurastronom und Asteroidenentdecker, der mit der Volkssternwarte Adolph Diesterweg im sächsischen Radebeul zusammenarbeitet.
Fiedler, Absolvent eines Geografie-Studiums in Dresden und CCD-Beobachter seit 1995/1996, ist der Entdecker von elf Asteroiden, von denen ihm (Stand 2022) sechs als Erstentdeckung zuerkannt wurden, sodass er das Namensvorschlagsrecht erhielt. Weitere vier Asteroidenentdeckungen wurden großen Durchmusterungsprojekten zugeordnet, bei einem fehlt noch die Bewertung.
Fünf der erstentdeckten Asteroiden erhielten bis 2021 Namen aus seinem Umfeld: Der erste, (149884) Radebeul, nimmt Bezug auf die Stadt, in der die genutzte Sternwarte steht. (157491) Rüdigerkollar, (236111) Wolfgangbüttner, (319227) Erichbär und (400309) Ralfhofner ehren Amateurastronomen aus der sächsisch/brandenburgischen Umgebung.